# Auge y caída del tercer Reich
Auge y caída del tercer Reich: una historia de la Alemania nazi es un libro del periodista estadounidense William L. Shirer en el que narra el ascenso y la caída de la Alemania nazi desde el nacimiento de Adolf Hitler en 1889 hasta el final de la Segunda Guerra Mundial en Europa en 1945. Fue publicado por primera vez en 1960 por Simon & Schuster en los Estados Unidos. Fue un éxito de ventas tanto en Estados Unidos como en Europa, y un éxito de crítica fuera de Alemania; en Alemania, las críticas al libro estimularon las ventas. El libro fue elogiado por los periodistas, como lo refleja el hecho de que recibió el Premio Nacional del Libro de no ficción,  pero la recepción por parte de los historiadores académicos fue mixta.
El libro se basa en documentos nazis recuperados, los diarios disponibles del ministro de propaganda Joseph Goebbels, del general Franz Halder y del ministro de Asuntos Exteriores italiano Galeazzo Ciano: pruebas y testimonios de los juicios de Núremberg, informes del Ministerio de Asuntos Exteriores británico y el recuerdo del autor de sus seis años en Alemania (de 1934 a 1940) como periodista, informando sobre la Alemania nazi para periódicos, United Press International (UPI) y CBS Radio.

## Contenido y temas
Auge y caída del tercer Reich es la interpretación histórica exhaustiva que Shirer hace de la era nazi, postulando que la historia alemana tiene una continuidad lógica desde Martín Lutero hasta Adolf Hitler; y que el ascenso de Hitler al poder fue una expresión del carácter nacional alemán, no del totalitarismo como ideología que estaba de moda internacionalmente en los años 1930.    El autor resumió su perspectiva: "El curso de la historia alemana... hizo de la obediencia ciega a los gobernantes temporales la más alta virtud del hombre germánico, y puso un premio al servilismo".  Esta interpretación del Sonderweg (camino especial o curso único) de la historia alemana era entonces común en los estudios estadounidenses. Sin embargo, a pesar de las extensas referencias, algunos críticos académicos consideran que su interpretación del nazismo es errónea. El libro también incluye especulaciones, como la teoría de que el jefe de las SS Heinrich Müller se unió posteriormente a la NKVD de la URSS.

### Estructura
La obra está dividida en secciones, que el autor denomina "libros". En el primero, Shirer informa sobre la ascendencia de Adolf Hitler, la identidad durante mucho tiempo confusa de su abuelo, la vida errante de su estricto padre y la vida de la madre de Hitler. Se describen detalladamente la infancia de Hitler, los frecuentes cambios de residencia, la muerte de sus padres, su sueño de convertirse en artista, su reticencia a aprender, su fracaso escolar, sus años en Viena, su vida en Múnich, sus vivencias de la Primera Guerra Mundial, el comienzo de su actividad política y el Putsch de Múnich, así como su encarcelamiento en la prisión de Landsberg.
El segundo libro se centra en los primeros éxitos electorales del Partido Obrero Alemán, del que Hitler era inicialmente un simple miembro, y en cómo derrocó al fundador del  partido y se convirtió en presidente. A esto le siguen descripciones de la lucha de Hitler por los votos y de las intrigas y rivalidades dentro de la organización que finalmente se conocería como Partido Nacionalsocialista Obrero Alemán. Se examinan los detalles de la Machtergreifung, la consolidación y la nazificación de Alemania. También se habla de la vida cotidiana bajo la esvástica, la Gleichschaltung, la Kirchenkampf y de la educación bajo el nacionalsocialismo.
El tercer libro está dedicado a las ambiciones bélicas de Hitler. Se discuten los planes de guerra dentro del partido y del gobierno, que sólo se hicieron públicos después de la guerra. Se relatan los acontecimientos de la Noche de los cristales rotos y la persecución sistemática de los judíos. El autor informa sobre el Anschluss, los supuestos levantamientos de la minoría alemana en los Sudetes, la fallida política de apaciguamiento de Francia y Gran Bretaña, incluidos los Acuerdos de Múnich, la ocupación alemana de Checoslovaquia y la anexión del Territorio de Memel y Lituania. Informa además sobre el Pacto Ribbentrop-Mólotov con sus acuerdos secretos sobre la partición de Polonia y la división de los países bálticos en “esferas de interés” alemanas y soviéticas y sobre la endeble justificación de Hitler para el ataque a Polonia. Narra la guerra contra Polonia, la alianza militar anglo-polaca, la violación alemana de la neutralidad de los países del Benelux, la Operación Weserübung en el norte de Europa, la derrota de Francia, la capitulación francesa, la campaña planeada contra Gran Bretaña (Operación León Marino) y el terror detrás del frente. La guerra de Hitler tiene como objetivo Europa, se describen sus planes de exterminio y de “reorganización”. Se describe la campaña contra la Unión Soviética (Operación Barbarroja), el invierno de guerra de 1941/1942, el terror nazi contra los judíos, los partisanos supuestos y reales, y los civiles soviéticos, así como la conquista de grandes zonas en el Este. A esto le sigue el giro a favor de los Aliados con la primera gran derrota de la Wehrmacht en la Batalla de Stalingrado y el posterior avance ruso, la pérdida del norte de África ante los Aliados (Operación Torch), la invasión aliada de Italia (operación Husky) y la Batalla de Normandía (operación Overlord), las órdenes sin sentido de Hitler y la conquista Europa Oriental por el Ejército Rojo.
El cuarto libro trata de las crecientes ganancias territoriales aliadas, el derrocamiento de Mussolini en Italia, el atentado del 20 de julio de 1944 y los posteriores intentos de cambio de poder por parte de la resistencia alemana, el último avance alemán en las Ardenas, los últimos días en el Führerbunker y la muerte de altos líderes nazis. También se tratan la capitulación alemana de mayo de 1945, los pocos días del gobierno de Flensburgo, el nuevo comienzo después de la Segunda Guerra Mundial, los juicios de Núremberg y el período de posguerra.

## Publicación
El editor del libro fue Joseph Barnes, editor externo del New York Herald Tribune, exeditor de PM, otro periódico de Nueva York, y exredactor de discursos de Wendell Willkie, era un viejo amigo de Shirer. La entrega del manuscrito se atrasó y Simon & Schuster amenazó varias veces con cancelar el contrato; pero Barnes logró la prórroga necesaria. Shirer tardó más de cinco años en terminar el libro, y se quedó sin dinero mucho antes de ello. El proyecto familiar de Frank Altschul, la Fundación Overbrook, llegó al rescate en el verano de 1958, cuando Shirer estaba "en quiebra" y desesperado. Por recomendación de Hamilton Fish Armstrong, la Fundación Overbrook adelantó inmediatamente a Shirer 5.000 dólares (52.500 dólares en dólares de 2024) y prometió otros 5.000 seis meses más tarde, lo que le permitió a Shirer terminar su monumental libro. En el tercer volumen de su autobiografía, Shirer escribió: «Esto me salvó la vida y mi libro... y volví a dedicar catorce horas diarias a escribir».
El título original del libro era Hitler's Nightmare Empire with The Rise and Fall of the Third Reich. El título y la portada ya habían sido enviados en catálogos cuando Robert Gottlieb decidió que tanto el título como la portada debían cambiarse. También decidió publicar el libro en un solo volumen en lugar de dos, como se había planeado originalmente. : 81–82  Nina Bourne decidió que debían utilizar el subtítulo como título y el director de arte Frank Metz diseñó la chaqueta negra con la esvástica. Inicialmente, las librerías de todo el país protestaron por la exhibición de la esvástica y amenazaron con no poner el libro en stock. La controversia pronto se disipó y la portada fue enviada con el símbolo.

## Éxito y reconocimiento
En Estados Unidos, donde se publicó el 17 de octubre de 1960, The Rise and Fall of the Third Reich vendió más de un millón de ejemplares en tapa dura, dos tercios a través del Book of the Month Club, y más de un millón de ejemplares en rústica. En 1961, Simon & Schuster vendió los derechos de edición de bolsillo a Fawcett Publications por 400.000 dólares (equivalente a 4 millones de dólares en 2023). : 82  Ganó el Premio Nacional del Libro de no ficción de 1961  y el Premio Carey-Thomas de no ficción.  En 1962, la serialización de la revista Reader's Digest alcanzó unos 12 millones de lectores adicionales.  En una reseña del libro del New York Times, Hugh Trevor-Roper lo elogió como "un espléndido trabajo de erudición, objetivo en su método, sólido en su juicio, ineludible en sus conclusiones". El libro se vendió bien en Gran Bretaña, Francia, Italia,  y en Alemania Occidental, debido a su reconocimiento internacional, reforzado por los ataques editoriales alemanes.
Tanto su reconocimiento por los periodistas como su éxito popular sorprendieron a Shirer,  ya que el editor había encargado una primera impresión de sólo 12.500 ejemplares. Más de quince años después del final de la Segunda Guerra Mundial, ni Shirer ni el editor habían anticipado un gran interés popular en Adolf Hitler o en la Alemania nazi.

## Crítica
Casi todos los periodistas elogiaron el libro. Muchos estudiosos reconocieron el logro de Shirer, pero algunos lo condenaron.  Las críticas más duras vinieron de aquellos que no estaban de acuerdo con la tesis del Sonderweg o de "Lutero a Hitler". En Alemania Occidental, la interpretación del Sonderweg fue rechazada casi universalmente en favor de la visión de que el nazismo era simplemente un ejemplo de totalitarismo que surgió en varios países. Gavriel Rosenfeld afirmó en 1994 que Rise and Fall fue condenado unánimemente por los historiadores alemanes en la década de 1960 y considerado peligroso para las relaciones entre Estados Unidos y Alemania Occidental, ya que habría podido inflamar los sentimientos antialemanes en los Estados Unidos.
Klaus Epstein enumeró lo que él consideraba "cuatro fallas principales": una comprensión burda de la historia alemana; una falta de equilibrio, que deja importantes lagunas; ninguna comprensión de un régimen totalitario moderno; y la ignorancia de los estudios actuales sobre el período nazi.
Elizabeth Wiskemann concluyó en una reseña que el libro "no era lo suficientemente erudito ni estaba lo suficientemente bien escrito como para satisfacer demandas más académicas... Es demasiado largo y engorroso... El Sr. Shirer, sin embargo, ha compilado un manual... que sin duda resultará útil".
En su prólogo a la edición alemana, Golo Mann escribe que Shirer no siempre resistió con éxito los prejuicios. Los ve principalmente en su valoración de Prusia y los estadistas prusianos, pero también en su breve descripción de la conexión entre las tradiciones filosóficas alemanas y el camino hacia el nacionalsocialismo. Mann también cree que la valoración de Shirer de los hombres de la resistencia alemana, en particular la resistencia militar, no es del todo justa. En general, sin embargo, argumenta que la obra de Shirer es «un buen libro, de hecho, un gran libro», y entre obras comparables de este tipo, es «la más lograda».
Casi 36 años después de la publicación del libro, el activista LGBT Peter Tatchell criticó el tratamiento que el libro da a la persecución de los homosexuales en la Alemania nazi.  En la antología del filósofo Jon Stewart The Hegel Myths and Legends (1996), Auge y caída del tercer Reich se menciona como una obra que ha propagado "mitos" sobre el filósofo Georg Wilhelm Friedrich Hegel.
En 2004, el historiador Richard J. Evans, autor de la Trilogía del Tercer Reich (2003-2008), afirmó que Auge y Caída es una "historia general de la Alemania nazi de fácil lectura" y que "existen buenas razones para su éxito". Sin embargo, sostuvo que Shirer trabajó al margen de la corriente académica dominante y que su relato no se basaba en la erudición histórica de la época.

## Adaptación
En 1968 se emitió en Estados Unidos una adaptación televisiva a través de la cadena de televisión ABC (3 episodios con una duración total de 180 minutos). El documental fue dirigido por Jack Kaufmann, y producido por Jack Kaufmann y Mel Stuart.